# Magic Tour
Magic Tour bylo poslední koncertní turné britské rockové skupiny Queen v původní sestavě. V rámci turné skupina odehrála dva legendární koncerty ve Wembley a také ojedinělý koncert za železnou oponou v maďarské Budapešti. Poslední koncert v Knebworth parku byl zároveň posledním koncertem Freddieho Mercuryho se skupinou Queen.

## Seznam koncertů
| Datum             | Město           | Stát       | Místo                         |
| ----------------- | --------------- | ---------- | ----------------------------- |
| 7. června 1986    | Stockholm       | Švédsko    | Råsunda Stadium               |
| 11. června 1986   | Leiden          | Nizozemsko | Groenoordhallen               |
| 12. června 1986   | Leiden          | Nizozemsko | Groenoordhallen               |
| 14. června 1986   | Paříž           | Francie    | Hippodrome de Vincennes       |
| 17. června 1986   | Brusel          | Belgie     | Forest National               |
| 19. června 1986   | Leiden          | Nizozemsko | Groenoordhallen               |
| 21. června 1986   | Mannheim        | Německo    | Maimarktgelände               |
| 26. června 1986   | Berlín          | Německo    | Waldbühne                     |
| 28. června 1986   | Mnichov         | Německo    | Olympiahalle                  |
| 29. června 1986   | Mnichov         | Německo    | Olympiahalle                  |
| 1. července 1986  | Curych          | Švýcarsko  | Hallenstadion                 |
| 2. července 1986  | Curych          | Švýcarsko  | Hallenstadion                 |
| 5. července 1986  | Slane           | Irsko      | Slane Castle                  |
| 9. července 1986  | Newcastle       | Anglie     | St. James' Park               |
| 11. července 1986 | Londýn          | Anglie     | Wembley Stadium               |
| 12. července 1986 | Londýn          | Anglie     | Wembley Stadium               |
| 16. července 1986 | Manchester      | Anglie     | Maine Road                    |
| 19. července 1986 | Kolín nad Rýnem | Německo    | Müngersdorfer Stadion         |
| 21. července 1986 | Vídeň           | Rakousko   | Wiener Stadthalle             |
| 22. července 1986 | Vídeň           | Rakousko   | Wiener Stadthalle             |
| 27. července 1986 | Budapešť        | Maďarsko   | Népstadion                    |
| 30. července 1986 | Fréjus          | Francie    | Amphithéâtre de Fréjus        |
| 1. srpna 1986     | Barcelona       | Španělsko  | Mini Estadi                   |
| 3. srpna 1986     | Madrid          | Španělsko  | Nuevo Estadio de Vallecas     |
| 5. srpna 1986     | Marbella        | Španělsko  | Estadio Municipal de Marbella |
| 9. srpna 1986     | Stevenage       | Anglie     | Knebworth Park                |

## Typický setlist
1. „One Vision“
2. „Tie Your Mother Down“
3. „In the Lap of the Gods… Revisited"
4. „Seven Seas of Rhye“
5. „Tear It Up“
6. „A Kind of Magic“
7. „Under Pressure“
8. „Another One Bites the Dust“
9. „Who Wants to Live Forever“
10. „I Want to Break Free“
11. „Ay-Oh“ (vokální improvizace Mercuryho)
12. Kytarové sólo (Brian May)
13. „Now I'm Here“
14. „Gimme Some Lovin'“ (The Spencer Davis Group cover)
15. „Love of My Life“
16. „Is This the World We Created…?“
17. „(You're So Square) Baby I Don't Care“ (Elvis Presley cover)
18. „Hello Mary Lou“ (Gene Pitney cover)
19. „Tutti Frutti“ (Little Richard cover)
20. „Bohemian Rhapsody“
21. „Hammer to Fall“
22. „Crazy Little Thing Called Love“

Přídavek 1
1. „Radio Ga Ga“

Přídavek 2
1. „We Will Rock You“
2. „Friends Will Be Friends“
3. „We Are the Champions“
4. „God Save the Queen“ (tradicionál, pouze záznam)

## Sestava
Queen
- Freddie Mercury - (zpěv, doprovodná kytara, klavír)
- Brian May - (kytara, doprovodné vokály)
- John Deacon - (baskytara, doprovodné vokály)
- Roger Taylor - (bicí, doprovodné vokály)

Doprovodný hudebník
- Spike Edney - (kytara, klavír, klávesy, doprovodné vokály)